# Jigme Dorji Wangchuck
Jigme Dorji Wangchuck (en dzongkha: འབྲུག་རྒྱལ་པོ་ འཇིགས་མེད་རྡོ་རྗེ་དབང་ཕྱུག་མཆོག་, transliterado: jigs med rdo rje dbang phyuk; Timbu, Bután, 2 de mayo de 1929-Nairobi, Kenia, 21 de julio de 1972) fue rey dragón de Bután desde su ascenso al trono en octubre de 1952, hasta su muerte en julio de 1972. Sucedió a su padre el rey Jigme Wangchuck, convirtiéndose en el tercer monarca de la dinastía Wangchuck.

## Primeros años y matrimonio
Jigme Dorji Wangchuck nació en 1928 en el Dzong de Thruepang en Trongsa, hijo de los reyes Jigme Wangchuck y Phuntsho Choden. Fue educado al estilo británico en Kalimpong, y luego en Inglaterra. En 1943 fue nombrado Dronyer de Trongsa, y posteriormente como el 25.° Penlop de Paro, tras la muerte del titular anterior Tshering Penjor (1902-1949). 
Wangchuck contrajo matrimonio con Ashi Kesang Choden Wangchuck (n. 1930) el 5 de octubre de 1951, en el jardín del Palacio Ugyen Pelri de Paro.

## Reinado
Wangchuck se convirtió en rey el 30 de marzo de 1952, tras el fallecimiento de su padre. Su coronación se llevó a cabo en el dzong de Punakha el 27 de octubre del mismo año.
Durante su reinado, Bután atravesó un proceso de modernización, por lo que se lo conoce como el "Padre del Bután Moderno". El plan estuvo enmarcado en la invasión china del Tíbet de 1950, nación con la que Bután mantenía buenas relaciones; se buscaba prevenir una posible invasión a Bután. El país se abrió al mundo exterior, y se puso fin al feudalismo y la esclavitud en 1958. Se permitió la entrada al país de algunos inventos modernos para ayudar a los campesinos locales en la realización de sus tareas, como por ejemplo, vehículos de ruedas para sustituir al transporte de cosechas manual. En 1953 fundó la Asamblea Nacional, conocida como Tshogdu, que se convirtió en el primer Parlamento de Bután, y en 1968 también impulsó la creación del primer Consejo de Ministros. En los 20 años que estuvo en el trono se construyeron 1.770 km de carreteras en el país, y se elevó el número de escuelas a 102. Los proyectos de desarrollo también incluyeron el establecimiento de un museo y una biblioteca nacional, archivos nacionales y un estadio nacional, así como edificios para albergar las entidades gubernamentales en Timbu. A pesar de que el inglés había sido utilizado como medio de instrucción desde 1961, en 1971 se declaró al idioma dzongkha como lengua nacional.
Jigme Dorji mantuvo una posición formalmente neutral y no alineado en las relaciones con China e India. A su vez, el país profundizó su estrecha relación con la India, y amplió sus relaciones exteriores, acción con la que se buscaba mantener su independencia y soberanía: Bután fue una de las primeras naciones en reconocer a Bangladés. En 1962, el país se unió al Plan Colombo, que provee de ayuda económica a las naciones del sur y sudeste de Asia y Oceanía; y el 21 de septiembre de 1971 fue admitido en la Organización de las Naciones Unidas.

## Fallecimiento
Jigme Dorji Wangchuck sufrió su primer ataque cardíaco con 20 años de edad, lo que hizo que realizara frecuentes viajes al extranjero para recibir tratamiento médico, muriendo mientras estaba recibiendo uno de los mismos en Nairobi, Kenia, en 1972, con 44 años, siendo sucedido por su hijo Jigme Singye Wangchuck, que en ese momento tenía 17 años.
Fue el arquitecto diseñador del Palacio Dechencholing.

## Títulos y tratamientos
Esta tabla aún no está actualizada. Puedes contribuir aportando información sobre títulos y tratamientos de esta persona.

## Patronazgos
- Miembro vitalicio y Patrón de la Sociedad Maha Bodhi de India.

## Títulos y tratamientos
| ● 1929-1944: | Señor Jigme Dorji Wangchuck                                                                     |
| ● 1944-1946: | el señor de Trongsa, señor Jigme Dorji Wangchuck                                                |
| ● 1946-1952: | el gobernador de Paro, señor Jigme Dorji Wangchuck                                              |
| ● 1952-1963: | Su alteza real el príncipe heredero (Śrī Panch Maharaj) Jigme Dorji Wangchuk, maharajá de Bután |
| ● 1963-1972: | Su majestad el rey (Druk Gyalpo), Mang-pos Bhur-ba'i rgyalpo, rey de Bután                      |

## Distinciones honoríficas

### Distinciones honoríficas butanesas
- Soberano Gran Maestre (y fundador) de la Real Orden de Bután (1966).

### Distinciones honoríficas extranjeras
- Medalla Conmemorativa del Jubileo de Plata del Rey Jorge V del Reino Unido (Reino Unido, 06/05/1935).
- Medalla Conmemorativa de la Coronación del Rey Jorge VI del Reino Unido (Reino Unido, 12/05/1937).
- Condecoración del Loto (República de la India, 26/01/1954).[12]
- Honor de la guerra de liberación de Bangladés [a título póstumo] (República Popular de Bangladés, 27/03/2012).[13]

## Ancestros
|  |                                                                          |  |  |  |  |  |  |  |  |  |  |  |  |  |  |  |
|  | 16. Pila Gonpo Wangyal                                                   |  |  |  |  |  |  |  |  |  |  |  |  |  |  |  |
|  |                                                                          |  |  |  |  |  |  |  |  |  |  |  |  |  |  |  |
|  |                                                                          |  |  |  |  |  |  |  |  |  |  |  |  |  |  |  |
|  | 8. Jigme Namgyal, X Penlop de Trongsa y XLVIII Druk Desi de Bután (= 30) |  |  |  |  |  |  |  |  |  |  |  |  |  |  |  |
|  |                                                                          |  |  |  |  |  |  |  |  |  |  |  |  |  |  |  |
|  |                                                                          |  |  |  |  |  |  |  |  |  |  |  |  |  |  |  |
|  | 17. Sonam Pedzom                                                         |  |  |  |  |  |  |  |  |  |  |  |  |  |  |  |
|  |                                                                          |  |  |  |  |  |  |  |  |  |  |  |  |  |  |  |
|  |                                                                          |  |  |  |  |  |  |  |  |  |  |  |  |  |  |  |
|  | 4. Ugyen Wangchuck, I Rey Dragón de Bután                                |  |  |  |  |  |  |  |  |  |  |  |  |  |  |  |
|  |                                                                          |  |  |  |  |  |  |  |  |  |  |  |  |  |  |  |
|  |                                                                          |  |  |  |  |  |  |  |  |  |  |  |  |  |  |  |
|  | 18. Ugyen Phuntsho, VIII Penlop de Trongsa                               |  |  |  |  |  |  |  |  |  |  |  |  |  |  |  |
|  |                                                                          |  |  |  |  |  |  |  |  |  |  |  |  |  |  |  |
|  |                                                                          |  |  |  |  |  |  |  |  |  |  |  |  |  |  |  |
|  | 9. Pema Choki (= 31)                                                     |  |  |  |  |  |  |  |  |  |  |  |  |  |  |  |
|  |                                                                          |  |  |  |  |  |  |  |  |  |  |  |  |  |  |  |
|  |                                                                          |  |  |  |  |  |  |  |  |  |  |  |  |  |  |  |
|  | 19. Rinchen Pelmo                                                        |  |  |  |  |  |  |  |  |  |  |  |  |  |  |  |
|  |                                                                          |  |  |  |  |  |  |  |  |  |  |  |  |  |  |  |
|  |                                                                          |  |  |  |  |  |  |  |  |  |  |  |  |  |  |  |
|  | 2. Jigme Wangchuck, II Rey Dragón de Bután                               |  |  |  |  |  |  |  |  |  |  |  |  |  |  |  |
|  |                                                                          |  |  |  |  |  |  |  |  |  |  |  |  |  |  |  |
|  |                                                                          |  |  |  |  |  |  |  |  |  |  |  |  |  |  |  |
|  | 20. Dungkar Gyeltshen, XI Penlop de Trongsa                              |  |  |  |  |  |  |  |  |  |  |  |  |  |  |  |
|  |                                                                          |  |  |  |  |  |  |  |  |  |  |  |  |  |  |  |
|  |                                                                          |  |  |  |  |  |  |  |  |  |  |  |  |  |  |  |
|  | 10. Kunzang Thinley, Dzongpon de Timbu                                   |  |  |  |  |  |  |  |  |  |  |  |  |  |  |  |
|  |                                                                          |  |  |  |  |  |  |  |  |  |  |  |  |  |  |  |
|  |                                                                          |  |  |  |  |  |  |  |  |  |  |  |  |  |  |  |
|  | 5. Tsundue Pema Lhamo                                                    |  |  |  |  |  |  |  |  |  |  |  |  |  |  |  |
|  |                                                                          |  |  |  |  |  |  |  |  |  |  |  |  |  |  |  |
|  |                                                                          |  |  |  |  |  |  |  |  |  |  |  |  |  |  |  |
|  | 22. Kencho Wangdu                                                        |  |  |  |  |  |  |  |  |  |  |  |  |  |  |  |
|  |                                                                          |  |  |  |  |  |  |  |  |  |  |  |  |  |  |  |
|  |                                                                          |  |  |  |  |  |  |  |  |  |  |  |  |  |  |  |
|  | 11. Sangay Drolma                                                        |  |  |  |  |  |  |  |  |  |  |  |  |  |  |  |
|  |                                                                          |  |  |  |  |  |  |  |  |  |  |  |  |  |  |  |
|  |                                                                          |  |  |  |  |  |  |  |  |  |  |  |  |  |  |  |
|  | 1. Jigme Dorji Wangchuck, III Rey Dragón de Bután                        |  |  |  |  |  |  |  |  |  |  |  |  |  |  |  |
|  |                                                                          |  |  |  |  |  |  |  |  |  |  |  |  |  |  |  |
|  |                                                                          |  |  |  |  |  |  |  |  |  |  |  |  |  |  |  |
|  | 12. Lamala                                                               |  |  |  |  |  |  |  |  |  |  |  |  |  |  |  |
|  |                                                                          |  |  |  |  |  |  |  |  |  |  |  |  |  |  |  |
|  |                                                                          |  |  |  |  |  |  |  |  |  |  |  |  |  |  |  |
|  | 6. Jamyang, Chumed Zhalgno                                               |  |  |  |  |  |  |  |  |  |  |  |  |  |  |  |
|  |                                                                          |  |  |  |  |  |  |  |  |  |  |  |  |  |  |  |
|  |                                                                          |  |  |  |  |  |  |  |  |  |  |  |  |  |  |  |
|  | 13. Kunzang Lhamo                                                        |  |  |  |  |  |  |  |  |  |  |  |  |  |  |  |
|  |                                                                          |  |  |  |  |  |  |  |  |  |  |  |  |  |  |  |
|  |                                                                          |  |  |  |  |  |  |  |  |  |  |  |  |  |  |  |
|  | 3. Phuntsho Choden                                                       |  |  |  |  |  |  |  |  |  |  |  |  |  |  |  |
|  |                                                                          |  |  |  |  |  |  |  |  |  |  |  |  |  |  |  |
|  |                                                                          |  |  |  |  |  |  |  |  |  |  |  |  |  |  |  |
|  | 28. Pema Tenzin, Penlop de Jakar                                         |  |  |  |  |  |  |  |  |  |  |  |  |  |  |  |
|  |                                                                          |  |  |  |  |  |  |  |  |  |  |  |  |  |  |  |
|  |                                                                          |  |  |  |  |  |  |  |  |  |  |  |  |  |  |  |
|  | 14. Chimi Dorji, Dzongpon de Timbu                                       |  |  |  |  |  |  |  |  |  |  |  |  |  |  |  |
|  |                                                                          |  |  |  |  |  |  |  |  |  |  |  |  |  |  |  |
|  |                                                                          |  |  |  |  |  |  |  |  |  |  |  |  |  |  |  |
|  | 29. Lhamo                                                                |  |  |  |  |  |  |  |  |  |  |  |  |  |  |  |
|  |                                                                          |  |  |  |  |  |  |  |  |  |  |  |  |  |  |  |
|  |                                                                          |  |  |  |  |  |  |  |  |  |  |  |  |  |  |  |
|  | 7. Decho Dorji                                                           |  |  |  |  |  |  |  |  |  |  |  |  |  |  |  |
|  |                                                                          |  |  |  |  |  |  |  |  |  |  |  |  |  |  |  |
|  |                                                                          |  |  |  |  |  |  |  |  |  |  |  |  |  |  |  |
|  | 30. Jigme Namgyal, X Penlop de Trongsa y XLVIII Druk Desi de Bután (= 8) |  |  |  |  |  |  |  |  |  |  |  |  |  |  |  |
|  |                                                                          |  |  |  |  |  |  |  |  |  |  |  |  |  |  |  |
|  |                                                                          |  |  |  |  |  |  |  |  |  |  |  |  |  |  |  |
|  | 15. Yeshay Choden                                                        |  |  |  |  |  |  |  |  |  |  |  |  |  |  |  |
|  |                                                                          |  |  |  |  |  |  |  |  |  |  |  |  |  |  |  |
|  |                                                                          |  |  |  |  |  |  |  |  |  |  |  |  |  |  |  |
|  | 31. Pema Choki (= 9)                                                     |  |  |  |  |  |  |  |  |  |  |  |  |  |  |  |
|  |                                                                          |  |  |  |  |  |  |  |  |  |  |  |  |  |  |  |
|  |                                                                          |  |  |  |  |  |  |  |  |  |  |  |  |  |  |  |